# Comuna Hrîhorivka, Kaniv
Hrîhorivka (în ucraineană Григорівка) este o comună în raionul Kaniv, regiunea Cerkasî, Ucraina, formată din satele Hrîhorivka (reședința), Lukovîțea și Trahtemîriv.

## Demografie
Componența lingvistică a comunei Hrîhorivka
     Ucraineană (95,94%)
     Rusă (3,68%)
     Alte limbi (0,38%)
Conform recensământului din 2001, majoritatea populației comunei Hrîhorivka era vorbitoare de ucraineană (95,94%), existând în minoritate și vorbitori de rusă (3,68%).